# Борнеман, Андрей Александрович
Андрей Александрович Борнеман (1867, Санкт-Петербург — 2 января 1927, Берлин) — российский инженер и учёный-теплоэнергетик. Профессор (1919), декан инженерно-механического факультета и заведующий кафедрой котлов Иваново-Вознесенского политехнического института (1921—1927).

## Биография
Родился 9 октября 1867 года[по какому календарю?] в Санкт-Петербурге. Происходил из дворянкой семьи. Образование получил во 2-м кадетском корпусе, затем поступил на механическое отделение Санкт-Петербургского технологического института, который успешно окончил в июне 1891 году по специальности «текстильное дело». Трудовую деятельность начал на прядильной фабрике Товарищества мануфактур Асафа Баранова в селе Струнино Владимирской губернии. Здесь А. А. Борнеман занимался конструированием устройств прядильного производства.
В августе 1894 года он перешёл на Александровский механический завод в Санкт-Петербурге. Спустя год он был приглашён в Нижний Новгород — для подготовительных работ в машинном отделе Всероссийской промышленно-художественной выставки Здесь А. А. Борнеману предстояло вести работы по устройству фундаментов под машины, трансмиссий и паропроводов. По окончании экспозиции в декабре 1896 года Борнеман получил приглашение правления «Товарищества мануфактур Никанора Дербенева сыновья» (в Ковровском уезде) занять должность главного механика. Через несколько лет опытного инженера переманил на должность заведующего механическим и строительным отделами своего предприятия в Родниках Фёдор Васильевич Красильщиков. Здесь Борнеман проработал почти 16 лет, здесь он обзавёлся семьёй (его жена, Евгения Павловна, работала в школе при фабрике) и воспитывал детей — сына Бориса и дочь Зою, (младший сын, Юрий, умер в раннем детстве).
Весной 1919 года вместе с семьёй он перебрался в Москву, но уже в июне того же года он получил приглашение Совета Иваново-Вознесенского политехнического института занять должность профессора прикладной механики (технология металлов и дерева) с ежемесячным окладом в 2400 рублей. В личном деле Андрея Александровича сохранилось его ответное письмо декану факультета фабрично-заводских механиков ИВПИ профессору М. Н. Берлову: «…на ваше любезное предложение занять должность профессора прикладной механики на вверенном Вам факультете я выражаю свое согласие при условии предоставления мне квартиры с отоплением и освещением». Осенью 1921 года А. А. Борнеман был избран деканом инженерно-механического факультета, потом неоднократно переизбирался на эту должность, пока его не сменил В. В. Сушков.
Борнеман, поняв, что новые экономические условия позволяют вполне легально зарабатывать, предложил институту в 1924 году взять в аренду прядильно-ткацкую фабрику Щапова, на тот момент бездействовавшую — под видом «учебно-показательных прядильно-ткацких мастерских», работы которой велись на хозрасчёт. Работа фабрики быстро была возобновлена; сперва работали 25 станков, а через два года было уже 120 станков, 10 тысяч веретён. Доходы от этого производства позволили начать оборудование лабораторий института. Предприятием по доверенности правления института управлял А. А. Борнеман. В 1927 году в продлении аренды было отказано, так как губернский плановый отдел якобы усмотрел в работе предприятия явные нарушения: «фабрики работают исключительно на частных лиц, а продукция их служит предметом явной спекуляции». С этого времени по хозрасчету стала работать лаборатория института, проводя анализ образцов по заказам местных предприятий.
Борнеман стал активным разработчиком плана электрификации Иваново-Вознесенской губернии; в декабре 1921 года вон был включён в состав «комиссии по обследованию губернии в связи с электрификацией». Когда в январе 1925 года при губернском плановом комитете была образована комиссия по электрификации, Борнеман возглавил в ней общетехнический подотдел, главной задачей которой стало составление плана электрификации, проработки его технической стороны. В состав вверенной ему подкомиссии он пригласил многих своих коллег по Иваново-Вознесенскому политехническому институту — инженеров В. К. Лаврова, Н. Н. Мыльникова, П. П. Знатнова, Г. М. Заргаллера. Для обследования группы Писцовских болот, где предполагалось развернуть строительство электростанции, и составления чертежей и карт привлекались и его студенты, в числе которых оказались будущие профессора Ивановского энергоинститута В. М. Черкасский и М. С. Масленников. Весной 1926 года был опубликован план электрификации Иваново-Вознесенской губернии, который предполагал строительство Ивановской ГРЭС на Писцовских болотах мощностью 60 мВт и Ивановской ТЭЦ-1 мощностью до 14 Мвт.
Строительные работы по ТЭЦ началось уже в 1926 году и для заказов оборудования Борнеман в 1926 году выехал в Германию. В Берлине у него случился сердечный приступ, и он умер в ночь на 2 января 1927 года. Тело А. А. Борнемана было кремировано в Берлине, урна с прахом доставлена в Иваново-Вознесенск, где 14 января 1927 года состоялась гражданская панихида.

## Семья
Жена — Евгения Павловна Борнеман (урожд. Черникова, 1871—1936)
Дети:
- Зоя (1895—1942, умерла в блокаду в Ленинграде). Окончила гимназию Потоцкой в Москве, словесное отделение Московского университета, Петербургскую консерваторию по классу рояля и, позже в 1927—1930 гг., школу иностранных языков (английский), также знала французский и немецкий языки. Работала переводчиком, библиотекарем в КОМПОДИЗ (Комиссия по делам изобретений), с 1936 — библиотекарем в Государственной публичной библиотеке им. Салтыкова-Щедрина. Муж (с 1919 г.) — Сократ Дмитриевич Старынкевич (1896—1940).
  - Внуки: Андрей (1919—1992), Дий (1922—1996), близнецы Ада (1932 г.р.) и Елена (1932 г.р.).
- Борис (1897—1943)[1], геолог, специалист в области геологии и стратиграфии мезозоя Средней Азии. Был женат (с 1923 г.) на Ирине Дмитриевне Борнеман-Старынкевич.
  - Внуки: Евгения Борисовна Халезова (1924—2021)[2], минералог, кандидат геолого-минералогических наук, Юрий (1925—1943).